# (209) Дидона
(209) Дидона (лат. Dido) — довольно крупный астероид главного пояса, принадлежащий к тёмным астероидам спектрального класса C. Обнаружен 22 октября 1879 года германо-американским астрономом К. Г. Ф. Петерсом в Клинтоне, США и назван в честь мифической карфагенский царицы Дидоны.